# Parked
Parked es una película del año 2010 de drama dirigida por Darragh Byrne, protagonizada por Colm Meaney y Colin Morgan.

## Argumento
Fred (Colm Meaney) vive una vida tranquila, viviendo en su auto, después de haber perdido toda esperanza de mejorar su situación. Todo eso cambia cuando de manera insólita forma amistad con Cathal (Colin Morgan), un muchacho drogadicto de 21 años de edad, con una actitud positiva, que se convierte en su "vecino". Compartiendo risas y también los momentos difíciles, Fred y Cathal encuentran los placeres más simples de la vida, libres de las preocupaciones.
Cathal está decidido a ayudar a Fred a ordenar su vida nuevamente. Fred modifica su coche con ayuda de Cathal, y conoce a Jules, una atractiva profesora de música que vive sola en su casa después de la muerte de su esposo. Mientras que Fred debe enfrentarse con su orgullo para decirle a Jules acerca de su "casa", la vida de Cathal se ve amenazada cada vez más por su adicción a las drogas. A medida que se conocen más de cerca, la influencia de estos tres extraños el uno del otro cambiará sus vidas.
La confianza que Fred tiene en Cathal pronto se frustra cuando descubre que Cathal se inyecta droga en las venas de los pies. Cathal le había jurado que nunca se había inyectado, incluso mostrándole a Fred sus brazos como prueba. Fred se enfurece con Cathal por la mentira y le grita; luego se va directo a la casa de Jules. Mientras que Fred se ha ido, Cathal es atacado por su vendedor de drogas. Golpeado y agotado, Cathal se cuela en la casa de su padre, pidiendo dinero. Su padre se niega a pagar, pero Cathal toma dinero de su billetera. A continuación, se presenta en una hoguera con otros adictos a las drogas. Le roban los zapatos a cambio de una aguja. Cathal se inyecta en el brazo y se desmaya.
Arrepentido, Fred vuelve solo para encontrar el auto de Cathal destrozado y con su preciado reloj roto en el suelo. Él busca desesperadamente por todas partes a Cathal, y finalmente lo encuentra en la morgue. Cathal ha muerto, pero no antes de mejorar la vida de Fred. Jules se entera de que Fred vive en un auto, mientras que Fred está en el camino de tener una casa propia gracias a la persuasión de Cathal. Al final, Cathal se las arregló para salvar a Fred, aunque él no pudo hacer lo mismo por él.

## Estreno
Se estrenó en los festivales de Mosaico European Film Festival 2011, Irish Film Festa Rome 2011, Tallinn Black Nights Film Festival, Scanorama European Film Forum, Mannheim-Heidelberg International Film Festival, San Francisco Irish Film Festival, International Golden Boll Film Festival, Best First Feature Award, Brussels Film Festival, y Festival de Cine de Turín 2010 entre otros.

## Premios y nominaciones
Fue el ganador del primer premio en mejor película en el Galway Film Fleadh en 2011, Mannheim-Heidelberg Festival Internacional de Cine en 2011, Premio Principal del Festival de Cine de Bruselas, Premio del Público, Festival Internacional de Cine de Dallas en 2011, Mención de Honor; Irish Film Festival Boston. Mejor Película, París Close Up Film Festival 2011.